# Phymatopsinus
Phymatopsinus är ett släkte av skalbaggar. Phymatopsinus ingår i familjen rullvivlar.
Kladogram enligt Catalogue of Life:
| Phymatopsinus | \| \| Phymatopsinus affinis \| \| \| \| \| \| Phymatopsinus dromedarius \| \| \| \| \| \| Phymatopsinus pustula \| \| \| \| |
|               | \| \| Phymatopsinus affinis \| \| \| \| \| \| Phymatopsinus dromedarius \| \| \| \| \| \| Phymatopsinus pustula \| \| \| \| |
|               | Phymatopsinus affinis |
|               | |
|               | Phymatopsinus dromedarius                                                                                                   |
|               | |
|               | Phymatopsinus pustula |
|               | |